# Некоторые любят похолоднее
«Некоторые любят похолоднее» (англ. Some Like It Hoth) — тринадцатая серия пятого сезона и девяносто девятая серия в общем счёте телесериала «Остаться в живых».
Центральный персонаж серии — Майлз Стром (Кен Люн).

## Сюжет
Воспоминания
Женщина по имени Лара ищет квартиру с владельцем. Она говорит владельцу, что она без мужа, хотя у неё есть маленький мальчик, Майлз. Владелец нахмурился, смотря на Майлза, потому что соседи не любят шум, но Лара уверяет его, что Майлз тихий ребёнок. Она даёт Майлзу четвертак для торгового автомата. Майлз подбегает к торговому автомату, и, кажется, слышит кое-что, и идёт к квартире № 4. Берёт спрятанный ключ из-под каменного кролика, он открывает дверь и смотрит внутрь. Тут Лара слышит крик своего сына, зовущего её, и мчится к квартире № 4, на голос сына, и находит его внутри, стоящего около трупа человека. Майлз утверждает, что услышал, как этот мужчина говорил с ним. Лара двигается в обратном направлении, беспокойство и удивление заметны на её лице.
Несколько лет спустя Майлз посещает свою мать, которая сильно больна, прикована к постели, и теряет свои волосы. Лара счастлива видеть Майлза, она спрашивает его, почему он навещал её, и он отвечает, что он хочет знать ответы, главным образом о его отце. Она отвечает, что его отец выгнал их, когда Майлз был только ребёнком, и вынудил их уехать. Она говорит Майлзу, что его отец мёртв уже очень давно, и его тело нельзя найти.
Некоторое время спустя взрослый Майлз говорит с мужчиной — Говардом Греем, который хочет, чтобы Майлз, используя свой дар, связался с его сыном, который погиб в автокатастрофе, и удостоверился, что сын знал, что Грей любил его. Майлз узнаёт, что сына кремировали, и просит большую денежную сумму, Грей с готовностью даёт деньги. Майлз тогда, кажется, связывается с духом сына, и гарантирует Грею, что сын знал о любви отца. Грей говорит Майлзу спасибо. После к Майлзу подходит Наоми Доррит, которая приглашает Майлза идти с ней в ресторан, чтобы услышать деловое предложение. Майлз соглашается.
Наоми ведёт Майлза на кухню ресторана, и показывает ему тело мужчины по имени Феликс, прося Майлза использовать его способности, и определить детали о жизни Феликса. Майлз в состоянии сказать имя человека, а также кое-какие факты, что он пытался поставить фотографии кладбища пустых могил, и заказа на поставку старого самолёта для Чарльза Уидмора. Поначалу Майлз ведёт себя незаинтересованно и испуганно. Наоми предлагает ему 1 миллион 600 тысяч долларов, чтобы отправиться на Остров на корабле Kahana, услышав сумму, Майлз незамедлительно соглашается.
До отъезда Корабля на остров Брэм и несколько других мужчин похитили Майлза c улицы. Сидя в фургоне, Брэм пытался убедить Майлза не работать на мистера Уидмора. Брэм задал вопрос Майлзу, «Что лежит в тени статуи?». Майлз не смог ответить, и Брэм сказал ему, что он ещё не был готов поехать на Остров. Брэм вместо этого предложил Майлзу шанс идти с ними и обнаружить ответы о многих вещах, включая вопрос о его отце. Но Майлз сказал, что его интересуют только деньги, и потребовал 3 миллиона 200 тысяч долларов, в два раза больше, чем предлагал Уидмор. Брэм отказался заплатить ему, приказав выкинуть Майлза с фургона, и сказал ему, что он играет не за ту команду. Майлз спросил: «А в какой команде ты?». Брэм ответил: «В той, которая победит».
Позже Майлз посещает Говарда Грея, и возвращает ему деньги, которые тот ему заплатил. Когда тот спросил, почему он так делает, Майлз говорит, что он лгал Грею; он не смог вступить в контакт с его сыном. Недоверчивый Грей спросил, почему Майлз говорит это ему, ведь он мог оставить его в неведении. Майлз отвечает, что это было бы несправедливо по отношению к сыну, которому отец должен был выразить свою любовь, перед его смертью. Майлз уезжает на остров.
Остров (1977 год)
У Звукового ограждения Сойер связывается по рации с Майлзом и просит его незаметно стереть записи с камер у ограды. Тот спрашивает, в чём дело, но Джеймс говорит, что объяснит позже, а пока Кейт отправится назад, в то время как он поедет искать сбежавшего пленного (Саида). Майлз собирается достать кассету от четвёртого монитора, как вдруг в комнату заходит Гораций. Он говорит, что раз ЛаФлёра нет, то Майлза отныне посвящают в Круг Доверия. Гораций даёт ему свёрток и просит отвезти это Радзинскому в квадрат 3.3.4, и забрать то, что он предложит взамен. Майлз переспрашивает, верно ли, что 3.3.4 — это вражеская территория, на что Гораций отвечает, что для этого и существует Круг Доверия. Стром уходит, забыв про плёнку.
Майлз едет по джунглям, когда на дорогу выбегает Радзинский. Стром отдаёт ему свёрток — это оказывается мешком для трупа, который люди Радзинского вытаскивают из леса. Когда Майлз спрашивает, что произошло, Стюарт просит его не задавать вопросов, а просто везти тело назад к Горацию. Когда все уходят, Стром пользуется своими способностями, чтобы выяснить, что произошло до смерти рабочего.
Вернувшись к Горацию, Майлз получает новое задание: отвезти труп доктору Чангу на «Орхидею». Стром выходит заводить машину и видит, что Хёрли грузит в багажник контейнеры с едой. Майлз говорит, что ему лучше подождать другого рейса. Но Хёрли тоже нужно на «Орхидею», поэтому им по пути.
В больничном отделении Кейт возвращается к Джульет и говорит, что они с Сойером отдали Бена Другим. Вдруг их разговор прерывает Роджер, говорит, что вернулся со станции с препаратами из списка Джульет. Он замечает, что Бена нет в постели, и спрашивает, что произошло. Джульет и Кейт разводят руками и говорят, что отходили на 10 минут, и он пропал. Лайнус не верит им и говорит, что пошёл за охраной.
В машине Майлза Хёрли пишет что-то в тетради, и чувствует, что воздух в салоне испортился. Он просит Майлза остановить машину, чтобы проверить его бутерброды. Минивэн останавливается, и Хёрли находит труп в багажнике и спрашивает у Майлза, что произошло. Тот рассказывает, что рабочего убила собственная железная коронка на зубе, что пробила ему мозг. Хёрли интересуется, откуда он это знает, он понимает, что Майлз может говорить с мёртвыми и обещает не выдавать секрета, потому что общается с ними точно так же.
В Казармах Роджер сидит на качелях и пьёт пиво. Мимо идёт Кейт, решает остановиться и узнать, как дела. Тот отвечает, что сначала его сына подстрелили, а теперь он вообще пропал, так что все совсем ненормально. Роджер благодарит её за сочувствие и протягивает банку пива. Остин добавляет, что у неё есть предчувствие, что с Беном все будет хорошо. Роджеру кажется это подозрительным, он спрашивает, знает ли она что-то о его пропаже, но Кейт встаёт и уходит. Роджер советует ей не соваться не в своё дело.
В фургоне Хёрли и Стром болтают о том, как кто из них общается с мертвецами. Хёрли говорит, что видит их, а Майлз говорит, что это невозможно, потому что раз ты мёртв — твой мозг уже не работает, и ему приходится просто считывать моменты, что остались в памяти умершего.
Машина подъезжает к строящейся станции «Орхидея». Хёрли выгружает контейнеры с едой. В это время к минивэну подходит Пьер Чанг, он возмущён тем, что Майлз приехал не один. Хёрли обещает, что не расскажет никому про труп. Доктор Чанг угрожает ему, что отправит работать на станцию «Гидра», взвешивать медвежий помёт для экспериментов, если Хёрли хоть кому-то проболтается. Пьер уходит, а Майлз говорит Хёрли, что это его отец.
У фургона Майлз и Хёрли ждут Чанга. Хёрли спрашивает, не хочет ли Стром предупредить отца, что они все погибнут, или предотвратить это. Майлз отвечает, что прошлое не изменить, и незачем стараться. Пьер возвращается назад и просит отвезти его к Радзинскому.
В учебном кабинете Джек вытирает доску от мела, тут входит Роджер. Он говорит, что это его помещение по графику, и новенький может проваливать. Джек собирается уходить, но Лайнус рассказывает ему, что Кейт какая-то странная, слишком много интересуется его ребёнком. Он думает, что нужно сообщить об этом Горацию, но Шепард говорит, что Роджер просто перебрал со спиртным и лучше ему очистить голову.
Тишину в салоне фургона нарушает Хёрли — спрашивает Чанга, чем он занимается на станции. Тот отвечает, что информация секретна и он не говорит даже своей жене. Хёрли спрашивает, как насчёт детей. Пьер отвечает, что у него трёхмесячный сын, и ему он тоже ничего не сказал. Толстяк спрашивает, как зовут малыша, и Пьер отвечает — Майлз. Хёрли иронизирует, что мир тесен. Вдруг Доктор просит остановить машину. Он выходит и открывает замаскированные под живую ограду ворота.
Машина проезжает на стройку. Чанг уходит к Радзинскому, а Хёрли наблюдает, как рабочие проставляют номер на крышке люка: 4 8 15 16 23 42. Он говорит Майлзу, что Дхарма строит Лебедь, сбой в работе которого и сбил их самолёт. Хёрли допытывается до Майлза по поводу его отца. Стром отвечает, что не хочет его знать, поскольку никогда не знал. Хёрли продолжает предлагать ему варианты налаживания отношений, и Майлз не выдерживает и останавливает машину, забирая у Хёрли его тетрадь. Он выходит и начинает читать вслух… В заметках оказывается какой-то космический бред, и Хёрли отвечает, что пишет по памяти сценарий продолжения «Звёздных Войн». Сейчас 1977 год, и только что вышел первый фильм, и Хёрли хочет продать сценарий сиквела Джорджу Лукасу.
В казармах Сойер возвращается домой. Там Джульетт и Джек рассказывают ему о происшествии с Роджером. Когда Джек уходит, к ЛаФлёру заходит Филл, показывает ему плёнку и говорит, что знает, кто украл ребёнка. Сойер заводит парня в дом и спрашивает, показал ли он Хорасу, но Фил отвечает, что нет и что решил дать ЛаФлёру шанс оправдаться. Вдруг Джеймс бьёт подопечного в лицо, и тот теряет сознание. Сойер просит Джульет принести верёвку.
У заправки Хёрли говорит Майлзу, что понимает его — их отец ушёл, когда ему было 10. Стром отвечает, что он своего вообще не помнит, и ему все равно. Хёрли добавляет, что в «Империи» было то же самое: Люк узнал, что Вейдер его отец, но вместо того, чтобы сесть и поговорить, он вспылил и потерял руку. Они всё уладили в итоге, но какой ценой — а стоило всего-то пообщаться.
Позже Майлз наблюдает за Пьером, качающим на руках малыша. Отец показывает ребёнку картинки. Майлз растроган. Но вдруг в доме Чанга звонит телефон, и он собирается уходить — Майлз быстро скрывается от окна, но Пьер, выйдя на улицу, окрикивает его и просит отвезти на причал. Там приехала группа учёных с Энн-Арбор.
На причале Майлз помогает учёным спускаться с подлодки, и выносит багаж, как вдруг из люка показывается Фарадей, который вернулся после почти трёхлетнего отсутствия. На нём комбинезон Дхармы с логотипом станции «Лебедь». Он приветствует Строма.